# Saint-Michel-de-Plélan
Saint-Michel-de-Plélan (bretonisch Sant-Mikael-Plelann) ist eine französische Gemeinde mit 320 Einwohnern (Stand 1. Januar 2022) im Département Côtes-d’Armor in der Region Bretagne. Sie gehört zum Arrondissement Dinan und zum Kanton Plancoët. Die Bewohner nennen sich Michelais(es).

## Geografie
Saint-Michel-de-Plélan liegt etwa 25 Kilometer südwestlich von Saint-Malo im Osten des Départements Côtes-d’Armor. An der südöstlichen Gemeindegrenze verläuft das Flüsschen Montafilan.

## Bevölkerungsentwicklung

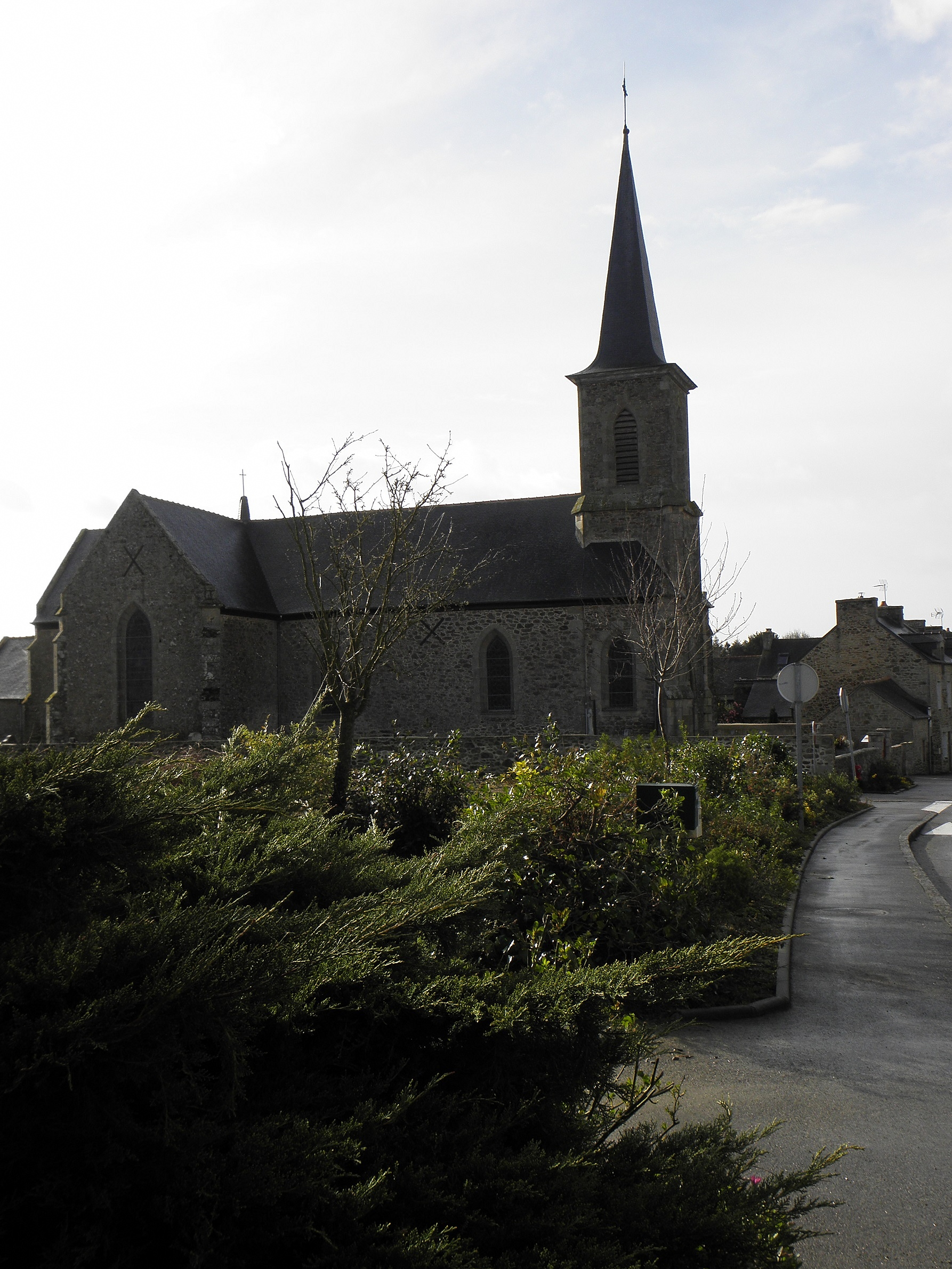
Pfarrkirche Saint-Michel

| Jahr                       | 1793 | 1806 | 1831 | 1836 | 1881 | 1896 | 1901 | 1962 | 1968 | 1975 | 1982 | 1990 | 1999 | 2006 | 2012 |
| -------------------------- | ---- | ---- | ---- | ---- | ---- | ---- | ---- | ---- | ---- | ---- | ---- | ---- | ---- | ---- | ---- |
| Einwohner                  | 303  | 362  | 360  | 309  | 385  | 297  | 490  | 365  | 310  | 259  | 281  | 277  | 249  | 286  | 325  |
| Quellen: Cassini und INSEE |      |      |      |      |      |      |      |      |      |      |      |      |      |      |      |